# ベン・ブラズ
ビセンテ・トーマス・ガリード・ブラズ（英語: Vicente Tomas Garrido Blaz, 1928年2月14日 - 2014年1月8日）は、アメリカ合衆国・グアム出身の政治家、軍人。愛称のベン・ブラズ（Ben Blaz）としても知られる。アメリカ海兵隊准将。アメリカ合衆国下院代議員(通算4期)。グアムの先住民族チャモロ人の出身である。

## 経歴・人物
ブラズは1928年2月14日、父ビセンテ・クルス・ブラス、母リタ・パンゲリナン・ガリードの息子としてグアム島のアガナ(ハガニア)で生まれた。第二次世界大戦中、日本統治下のグアムで飛行場の建設や田植えなどの労働を強いられた。
1947年、ノートルダム大学で物理学と科学の学士号を取得。

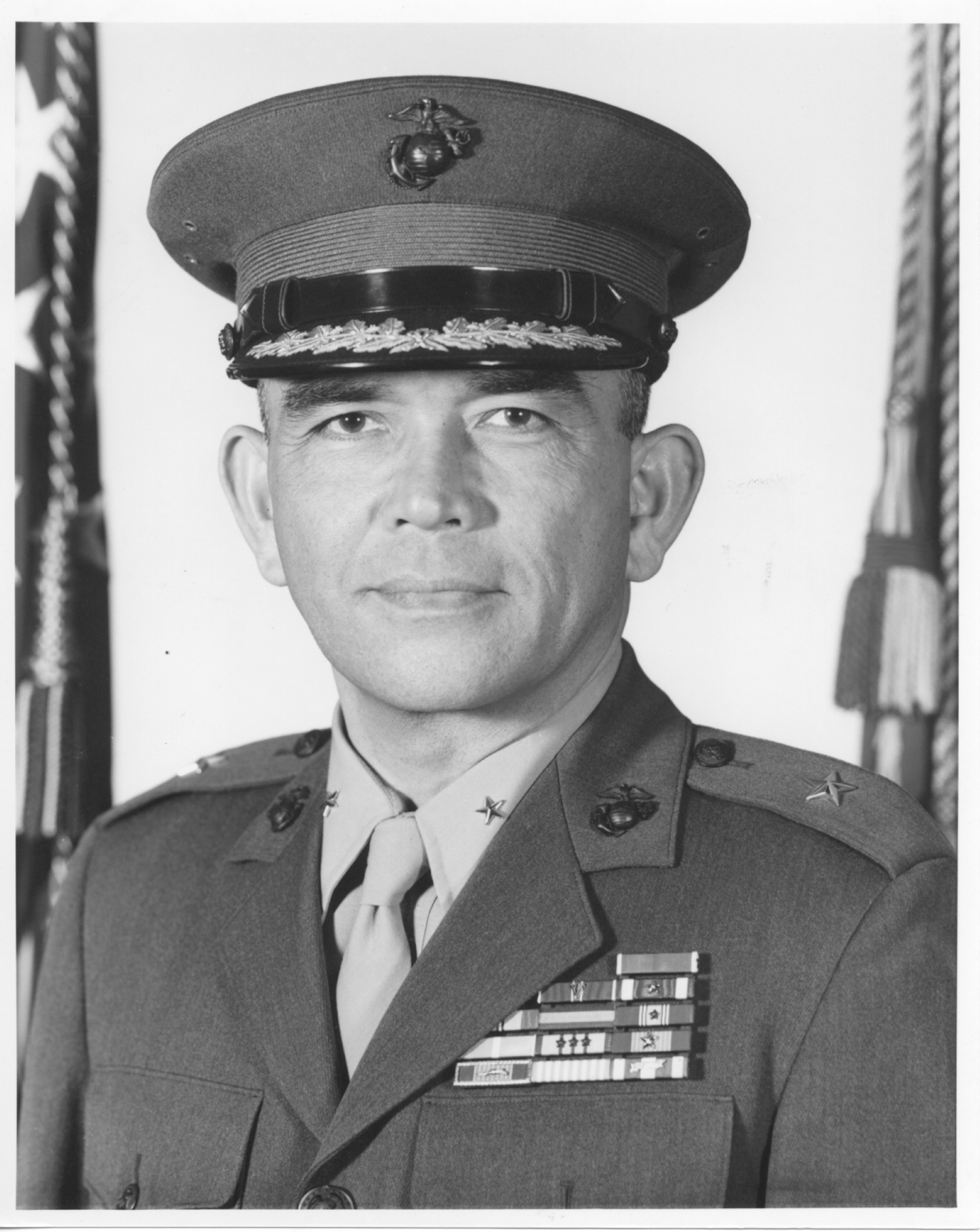
海兵隊時代のブラズ

朝鮮戦争が始まると、ブラズは海兵隊予備役に入隊し、海兵隊士官学校に通った。1951年、学士（理学）を取得して卒業し、アメリカ海兵隊で少尉に叙任された。その後、ワシントンD.C.のジョージ・ワシントン大学に進学して、1963年に修士号（経営学）を取得。1971年にロードアイランド州・ニューポートの海軍士官学校を卒業した。ブラズの論文「ミクロネシアの十字架」は『Naval War College Review』に掲載され、1971年8月には議会記録に全文掲載された。
1972年、第二次世界大戦中に母国グアムの解放に関与した第9海兵連隊の司令官に任命された。1974年12月、グアム大学から名誉法学博士の学位を授与された。1980年に海兵隊を退役し、准将に任命された。

## 米国議会代議員
1982年、ブラズは共和党から下院議員に立候補したが、6期目を目指すアントニオ・ボルハ・ウォン・パットに敗れた。しかし、得票率は48.3%(14,579票)でウォン・パットとの差はわずかであった。1984年、"Right Man, Right Now "をスローガンに、再び共和党から立候補。15,839票を獲得し、15,485票のウォン・パットを破って当選したが、両者の票差は354票と非常に僅差だった。下院では、軍務委員会、資源委員会、外務委員会に参加。退役軍人の利益の確保に務めたほか、日本占領下のグアム人の戦争被害に対する賠償制度の整備に尽力。グアムの政治的地位を改善すべく、州への昇格を目指すべきとの主張を行っていた。1992年11月の選挙では14,921票を獲得したものの、18,462票を得た民主党のロバート・A・アンダーウッドに破れ、落選した。
2014年1月8日、バージニア州・フェアファックス郡の病院で呼吸器不全のため死去。享年85歳。その後、バージニア州のアーリントン国立墓地に埋葬された。
2020年、グアムに開設された海兵隊の基地がブラズにちなんで、「キャンプ・ブラズ」と名付けられた。

## 賞・栄典
- レジオン・オブ・メリット勲章
- ブロンズスターメダル  (Vデバイス（英語版））
- 海兵隊表彰勲章（英語版）  2回
- 先頭行動章（英語版）
- 統合参謀本部紋章
- 海軍会長賞（英語版）
- 国防勲章（英語版）2回
- 朝鮮従軍章（英語版）
- ベトナム戦争従軍章（英語版） 3回
- ベトナム共和国武勲章（英語版） ゴールドスター
- 国連従軍章韓国（英語版）
- ベトナム共和国従軍記章（英語版）